# L'uomo che vendette la Luna
L'uomo che vendette la Luna  (The Man Who Sold the Moon) è un romanzo breve di fantascienza scritto nel 1949 da Robert A. Heinlein e pubblicato per la prima volta nel 1950 dalla Shasta Publishers.
È la storia degli eventi intorno a un immaginario primo allunaggio nel 1978 e dei progetti di Delos D. Harriman, un uomo d'affari determinato a raggiungere e controllare personalmente la Luna.
È un'opera matura di notevole spessore, un quadro penetrante del capitalismo d'assalto e di rapina e il ritratto convincente di un uomo straordinario.
Nel 2001 gli è stato assegnato il Retro Hugo per l'anno 1951 come miglior romanzo breve.

## Storia editoriale
Il romanzo fu scritto nel marzo 1949 e incluso nel volume The Man Who Sold the Moon del 1950, una raccolta di opere di Heinlein pubblicata in italiano nel 1953, a puntate, in appendice ai volumi della collana Il Giallo Mondadori, il romanzo è stato suddiviso in sei puntate nei volumi dal n. 245 al 250.
Una traduzione di Eddy Masuzzi è stata pubblicata dalla Armenia Editore nel 1976 nel volume n. 7 della rivista Robot e poi di nuovo nel 1978 nel volume n. 4 della collana Raccolta Robot.
La traduzione di Paola Francioli e Lia Volpatti, pure pubblicata dalla Mondadori una prima volta nel 1979 e poi di nuovo nell'antologia La storia futura nel 1987 e nel 1998, è basata sui testi sistemati da Heinlein, che ha apportato molte lievi modifiche alle opere del ciclo della Storia futura per aggiornarle e migliorarne la coerenza interna, in occasione dell'uscita della raccolta in volume The Past Through Tomorrow del 1967, tradotta in italiano come La storia futura.

## Trama
Delos David Harriman, "l'ultimo dei baroni ladroni", è ossessionato dall'idea di partecipare alla prima spedizione sulla Luna per poi guidare lo sviluppo del satellite e farne la nuova frontiera dell'umanità. 
Investe nell'impresa tutte le sue risorse e chiede finanziamenti al suo socio in affari George Strong e ad altri magnati, la maggior parte però rifiuta ritenendo i rischi eccessivi; in effetti i progetti di Harriman sono incredibilmente costosi e i profitti incerti.
La realizzazione di un razzo a propellente chimico è quasi oltre i limiti delle tecnologie disponibili mentre il carburante per missili nucleari è scarso perché la stazione spaziale dove si produceva è esplosa distruggendo anche l'unica nave spaziale esistente.
Uno scettico offre "tutti i mie interessi sulla Luna ... per cinquanta centesimi", Harriman accetta e tenta di acquistare anche i diritti degli altri associati. 
Alla fine solo Strong e altri due decidono di sostenere l'impresa.

## Collegamenti con altre opere dell'autore
Un Harriman invecchiato senza essere ancora riuscito ad andare sulla Luna appare in Requiem, che fu pubblicato nel 1940, undici anni prima de L'uomo che vendette la Luna; entrambi i racconti fanno parte della Storia futura, nella quale varie aziende e fondazioni sono chiamate "Harriman" come a sottolineare la sua influenza su quella linea temporale.
Il nome viene utilizzato anche nel romanzo Stella variabile, abbozzato da Heinlein e scritto dopo la sua morte da Spider Robinson; la narrazione diverge dalla Storia futura.

## Adattamenti
Il film di fantascienza Uomini sulla Luna (Destination Moon) del 1950, viene generalmente considerato un adattamento del romanzo di Heinlein Razzo G.2 (Rocketship Galileo), ma di fatto la storia rassomiglia molto più a L'uomo che vendette la Luna che, in base alla data di copyright, è stato scritto nel 1949, anche se venne pubblicato solo nel 1951, l'anno successivo all'uscita del film.
La tecnologia de L'uomo che vendette la Luna, tuttavia, è molto diversa: in particolare il razzo è multistadio, mentre in Uomini sulla Luna la nave spaziale è un SSTO (lanciatore orbitale monostadio) che decolla e atterra in verticale sia sulla Terra che sulla Luna, cosa praticamente impossibile usando solo combustibili chimici, infatti il dialogo nel film chiarisce che la nave spaziale è dotata di propulsione nucleare.